# Келешинка
Келешинка (хрв. Kelešinka) је насељено место у општини Подгорач, Осјечко-барањска жупанија, Хрватска.

## Историја
До територијалне реорганизације у Хрватској била је у саставу старе општине Нашице.

## Становништво
У попису становништва из 2011. године, Келешинка је имала 57 становника.
| Број становника према пописима | Број становника према пописима | Број становника према пописима | Број становника према пописима | Број становника према пописима | Број становника према пописима | Број становника према пописима | Број становника према пописима | Број становника према пописима | Број становника према пописима | Број становника према пописима | Број становника према пописима | Број становника према пописима | Број становника према пописима | Број становника према пописима | Број становника према пописима |
| ------------------------------ | ------------------------------ | ------------------------------ | ------------------------------ | ------------------------------ | ------------------------------ | ------------------------------ | ------------------------------ | ------------------------------ | ------------------------------ | ------------------------------ | ------------------------------ | ------------------------------ | ------------------------------ | ------------------------------ | ------------------------------ |
| 1857                           | 1869                           | 1880                           | 1890                           | 1900                           | 1910                           | 1921                           | 1931                           | 1948                           | 1953                           | 1961                           | 1971                           | 1981                           | 1991                           | 2001                           | 2011                           |
| 14                             | 0                              | 33                             | 102                            | 89                             | 154                            | 69                             | 47                             | 184                            | 201                            | 188                            | 134                            | 85                             | 83                             | 67                             | 57                             |

Напомена: До 1931. исказивано за део насеља, а од 1948. као насеље. Године 1869. подаци су садржани у насељу Стипановци.